# Cervicotomie

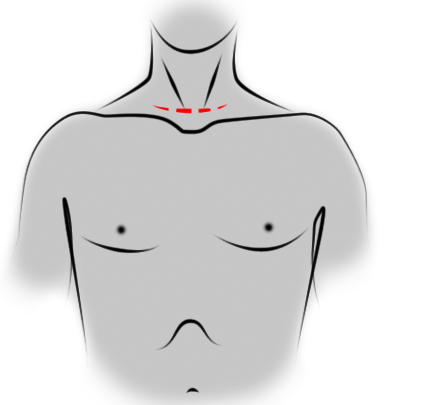
Tracé cutané de l'incision de cervicotomie.

Une cervicotomie est une voie d'abord chirurgicale antérieure du cou, particulièrement utilisée pour la chirurgie de la thyroïde.

## Repères anatomiques
Une cervicotomie médiane est une incision arciforme, réalisée à la base du cou, deux à trois centimètres au-dessus de la fourchette sternale. L'incision est généralement tracée dans un pli du cou, à des fins esthétiques. Elle est symétrique, centrée sur l'axe de la trachée.
La longueur de la cervicotomie varie selon l'exposition nécessaire à l'intervention. À minima, elle mesurera trois à quatre centimètres de long pour une médiastinoscopie. À maxima, elle s'étendra d'un muscle sterno-cléido-mastoïdien à l'autre et pourra remonter le long de ces muscles jusqu'à la mandibule. On parle alors de cervicotomie en U.

## Exposition
Une cervicotomie médiane donne accès à la thyroïde, aux parathyroïdes, et à la partie supérieure du médiastin.